# Roiate
Roiate település Olaszországban, Lazio régióban, Róma megyében. Lakosainak száma 648 fő (2023. január 1.). Roiate Arcinazzo Romano, Bellegra, Olevano Romano, Serrone és Affile községekkel határos.

## Népesség
A település lakossága az elmúlt években az alábbi módon változott:
| Lakosok száma | 719  | 710  | 648  |
|               | 2017 | 2018 | 2023 |